# Николай (Семенишын)
Епископ Николай (укр. Микола Семенишин) украинский церковный деятель, епископ-помощник Ивано-Франковский, епископ Юнки Мавританской.

## Биография
Родился 29 мая 1982 года в селе Глибокое на Ивано_Франковщине. 25 ноября 2004 года Николай рукоположен в диакона. 29 мая 2005 года иерейская хиротония. с 11 октября 2011 года вице-ректор Ивано-Франковской духовной семинарии. С 1 августа 2013 личный секретарь Любомира Гузара.
После смерти Архиепископа Гузара работал в Киевское семинарии. 27 октября 2022 года Папа Римский Франциск принял выбор нового епископа УГКЦ. 15 февраля 2023 года проведена епископская хиротония.